# Rasšua
Rasšua (rusky Расшуа, na ruské mapě z roku 1745 Vojevoda (Воевода)) je ostrov v centrální skupině Kurilských ostrovů. Administrativně náleží k Severokurilskému okresu Sachalinské oblasti. Ostrov není obýván, avšak v minulosti zde trvale žili a hospodařili nepočetní Ainuové.

## Geografie
Ostrov je 13 km dlouhý a 6 km široký, rozloha je 63,35 km². Dva kilometry jižně leží ostrůvek Karlik (Карлик). Od ostrova Matua, který leží severovýchodně, je oddělen 28 km širokým průlivem. Průlivem Sredněvo je oddělen od ostrovů Sredněvo (островa Среднего), které se nacházejí 10 km jihozápadně. Ve střední části se tyčí do výše 948 m aktivní sopka Rasšua, v jižní části hora Serp (495 m). Na povrch vystupují geotermální sirné prameny.

## Podnebí
Podnebí se vyznačuje vysokou vlhkostí vzduchu, velkým počtem mlhavých dnů, chladnými léty, značným množstvím srážek a poměrně silnými větry. Průměrná roční teplota je asi 4,0 °C. Vzhledem k zmírňujícímu vlivu oceánu jsou amplitudy ročních teplot nízké.

## Flóra
Kvůli vzdálenosti od pevniny je biodiverzita nízká, nalezeno bylo 264 druhů cévnatých rostlin (pro srovnání, na Kunaširu je jich 1067). Velká část ostrova je porostlá nízkými keři, na svazích roste bříza zakrslá a olše. Ostrovem prochází severní hranice ostrovního areálu břízy Ermanovy (Betula ermanii). K zajímavým zástupcům místní flóry patří křídlatka sachalinská (Reynoutria sachalinensis) a orchidej Cypripedium yatabeanum.

## Fauna
Na ostrově jsou početné kolonie alkounů, papuchalků,  buřňáků a racků. Ostrovem prochází jižní hranice hnízdišť lachtana ušatého (Eumetopias jubatus). V kaldeře Serp poblíž jezera Běloje byl nalezen modrásek stříbroskvrnný (Agriades optilete).

## Historie

### V carském Rusku
Na ostrově trvale žili Ainuové, nikdy ne více, než tři desítky lidí, kteří se v roce  1736 stali zaplacením jasaku a přijetím pravoslaví ruskými poddanými. Dohodou ze Šimody z roku 1855 získalo svrchovanost nad ostrovem na Rusko. V roce 1875 převzalo Japonsko Petrohradskou smlouvou od Ruska Kurilské ostrovy výměnou za jižní polovinu Sachalinu. V reakci na to se část místních Ainů přestěhovala na Kamčatku.

### Součást Japonska
Rasšua byl v letech 1875 až 1945 součástí Japonska. V roce 1884 byli zbývající Ainuové přesídleni japonskou vládou na Šikotan.

### Součást SSSR/Ruska
V roce 1945 přešel podle výsledků druhé světové války pod svrchovanost SSSR a administrativně byl včleněn do Sachalinské oblasti RSFSR. Od roku 1991 je součástí Ruska jako nástupnického státu SSSR.